# Gabriella Juhász

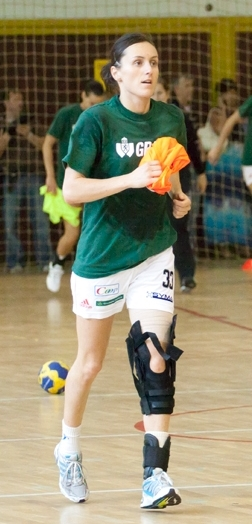
Gabriella Juhász, din 2011.

Gabriella Juhász este o jucătoare de handbal din Ungaria. În prezent evoluează la clubul Veszprém Barabás KC.

## Date personale
- Data nașterii: 19.03.1985

- Post: Extremă stânga

- Număr tricou: 7

- Naționalitate: Maghiară

- În echipă din: 14.08.2008